# بيرغر مارتن هال
بيرغر مارتن هال (بالسويدية: Birger Martin Hall)‏ هو عالم نبات وطبيب سويدي، ولد في 26 أغسطس 1741 في بوروس في السويد، وتوفي في 10 أغسطس 1815.